# Ampary
Ampary est un bourg et une commune rurale située dans la région d'Itasy, dans l'ex-Province de Tananarive, au centre du Madagascar. Elle appartient au district de Soavinandriana.